# 3 tháng 7
Ngày 3 tháng 7 là ngày thứ 184 (185 trong năm nhuận) trong lịch Gregory. Còn 181 ngày trong năm.

## Sự kiện
- 710 – Đường Trung Tông trúng độc và từ trần tại Thần Long điện, Vi hậu giữ kín sự việc và không phát tang. Ngay sau đó, em trai ông Đường Duệ Tông lên ngôi lần 2.
- 987 – Hugh Capet lên ngôi vua nước Pháp, trở thành vị vua đầu tiên của triều đại Capet, triều đại đã cai trị Pháp liên tục cho đến khi bị lật đổ trong cuộc cách mạng Pháp năm 1792.
- 1608 – Thành phố Québec được nhà thám hiểm người Pháp Samuel de Champlain chính thức thành lập.
- 1866 – Chiến tranh Áo-Phổ: Quân đội Phổ giành thắng lợi quyết định trước quân đội Áo trong trận Königgrätz tại khu vực nay thuộc Séc.
- 1962 – Chiến tranh Algérie, hay còn được gọi là chiến tranh giành độc lập Algérie, kết thúc.
- 1944 – Chiến tranh thế giới thứ hai: Hồng quân Liên Xô giải phóng Minsk khỏi lực lượng Đức Quốc xã trong Chiến dịch Bagration.
- 2005 – Tây Ban Nha trở thành quốc gia thứ ba trên thế giới hợp pháp hóa hôn nhân đồng giới.
- 2013 – Quân đội Ai Cập tiến hành đảo chính lật đổ Mohamed Morsi, tổng thống dân cử đầu tiên trong lịch sử quốc gia.

## Sinh
- 1962 – Tom Cruise, dien viên Mỹ (Top Gun).

## Mất
- 896 – Đổng Xương, quân phiệt triều Đường, tức ngày Kỉ Hợi (19) tháng 5 năm Bính Thìn.
- 1290 – Trần Thánh Tông, Hoàng đế thứ hai của nhà Trần, Việt Nam (s. 1240)
- 1888 – Nguyễn Đình Chiểu, nhà văn, nhà thơ của Việt Nam (s. 1822).
- 1950 – Lư Khê, nhà báo Việt Nam (s. 1916)
- 1971 – Jim Morrison, ca sĩ Mỹ (The Doors) (s. 1943)
- 1985 – Dương Quân, nhà thơ trào phúng Việt Nam (s. 1926)
- 1991 – Lê Văn Thiêm, nhà toán học Việt Nam (s. 1918)
- 2015 – An Thuyên, nhạc sĩ (s. 1949)
- 2025 – Diogo Jota, cầu thủ bóng đá (s. 1996)